# Savant Lake
Der Savant Lake ist ein See im Thunder Bay District im Westen der kanadischen Provinz Ontario.

## Lage
Der 40 km lange See liegt westlich des Wabakimi Provincial Park. Der See hat eine Fläche von ungefähr 100 km². Der gleichnamige Ort Savant Lake befindet sich 15 km südlich des Sees. Der Savant River entwässert den See an dessen nördlichem Seeende. Er fließt über den Pashkokogan River dem Albany River zu. 

## Seefauna
Der See ist ein beliebtes Angelgewässer. Im See werden folgende Fischarten gefangen: Glasaugenbarsch, Hecht, Amerikanischer Seesaibling und Heringsmaräne.